# Abou Leila
Abou Leila és una pel·lícula algeriana dirigida per Amin Sidi-Boumédiène, estrenada el 2019. La pel·lícula forma part, sobretot, de la selecció del Premi France Culture Student Cinema 2021.

## Argument
Algèria, 1994. S. i Lotfi, dos amics de la infància, travessen el desert a la recerca d'Abou Leila, un perillós terrorista. La persecució sembla absurda, ja que el Sàhara encara no s'ha vist afectat per l'onada d'atacs. Però S., la salut mental del qual falla, està convençut que hi trobarà Abou Leila. Lotfi, per la seva banda, només té una idea en ment: mantenir S. allunyat de la capital. Tanmateix, és endinsant-se al desert que s'enfrontaran a la seva pròpia violència

## Repartiment
- Slimane Benouari : S.
- Lyes Salem : Lotfi
- Azouz Abdelkader : Abdel Karim
- Fouad Megiraga : Mohamed
- Meriem Medjkrane : Meriem
- Hocine Mokhtar : Abou Leila
- Samir El Hakim : Gendarme en cap

## Distincions
La pel·lícula es va presentar en competició a la 58a Setmana de la Crítica durant el 72è Festival Internacional de Cinema de Canes, on va competir per la Camèra d’Or. Va rebre el premi a la millor pel·lícula fantàstica europea al Festival Internacional de Cinema Fantastic de Neuchâtel 2019, el Premi de la Crítica al Festival de Cinema Mediterrani de Montpeller, el Premi al millor actor per Lyes Salem al Festival de Cinema de Cartago, i va obtenir el Premi a la millor primera pel·lícula al Festival de Cinema de Belfort Entrevues 2020.